# DVD-Video
DVD-Video là một tiêu chuẩn để lưu trữ nội dung video. Ở Mỹ, số đĩa DVD-Video bán ra hàng tuần đã vượt xa số băng cassette VHS bán ra tháng 6 năm 2003, cho thấy sự chấp nhận đông đảo bởi thị trường.
Mặc dù có nhiều định dạng và nhiều độ phân giải được hỗ trợ, đa số khách hàng mua đĩa DVD sử dụng 4:3 hoặc anamorphic 16:9 tỉ lệ góc nhìn (aspect ratio) MPEG-2 video, lưu trữ với độ phân giải 720x480 (NTSC) hoặc 720x576 (PAL) với tốc độ 29.97 hoặc 25 khung hình/giây (FPS). Âm thanh được sử dụng chung nhất là Linear PCM (LPCM), Dolby Digital (AC-3) hoặc định dạng Digital Theater System (DTS), có khoảng từ 16-bits/48 kHz đến 24bits/96 kHz với dạng đơn loa (monaural) đến trình diễn âm thanh 7.1 "Âm thanh vòm" (Surround Sound), và/hoặc MPEG-1 lớp 2. Mặc dù bản mô tả chi tiết cho video và audio thay đổi từ theo vùng lãnh thổ và theo hệ tivi, nhưng nhiều đầu DVD vẫn hỗ trợ tất cả định dạng có thể. DVD-Video cũng hỗ trợ các mục như menu, lựa chọn phụ đề (subtitle), nhiều góc nhìn camera, và nhiều track âm thanh khác nhau.